# Зюзино (Курганская область)
Зюзино — село Белозерского района Курганской области России. Входит в состав Боровского сельсовета.

## География
Расположено на правом берегу реки Тысячной (Крутихи), в 19 км к юго-востоку от райцентра с. Белозерского и в 43 км к северо-востоку от г. Кургана.

### Часовой пояс
Зюзино, как и вся Курганская область, находится в часовой зоне МСК+2. Смещение применяемого времени относительно UTC составляет +5:00.

## Население
| 1782 | 1795 | 1816 | 1834 | 1850 | 1858 | 1868 |
| ---- | ---- | ---- | ---- | ---- | ---- | ---- |
| 89   | ↗112 | ↗126 | ↗151 | ↗161 | ↗187 | ↗214 |
| 1893 | 1912 | 1926 | 1989 | 2002 | 2010 |      |
| ↗282 | ↗398 | ↗462 | ↘323 | ↗335 | ↘247 |      |

Национальный состав
- По переписи населения 2002 года проживало 335 человек, из них русские — 96 %.
- По переписи населения 1926 года проживало 462 человека, все русские.

## Историческая справка

### Археологические памятники
В окрестностях села есть археологические памятники:
| Наименование                                        | Местонахождение                              | Дополнительная информация |
| --------------------------------------------------- | -------------------------------------------- | ------------------------- |
| Курганный могильник «Зюзино-1» (курганная группа 1) | В 2,3 км к северо-западу-западу от с. Зюзина |                           |
| Курганный могильник «Зюзино-1» (курганная группа 2) | В 2,2 км к северо-западу от с. Зюзина        |                           |
| Поселение «Зюзино-1»                                | В 2,4 км к западу от с. Зюзина               |                           |
| Поселение «Зюзино-2»                                | В 0,8 км к юго-западу от с. Зюзина           |                           |
| Поселение «Зюзино-3»                                | В 0,9 км к юго-западу от с. Зюзина           |                           |
| Поселение «Зюзино-4»                                | В 1 км к юго-западу от с. Зюзина             |                           |
| Поселение «Зюзино-5»                                | В 1 км к юго-западу от с. Зюзина             |                           |
| Курганная группа «Вавилон-3»                        | В 3,7 км к северо-северо-западу от с. Зюзина |                           |

### История села
В Ведомости Ялуторовского дистрикта Белозерской слободы от 25 января 1749 года указано, что в деревне Зюзиной 9 дворов, в которых крестьян, мужчин в возрасте от 18 до 50 лет — 18 человек, у них огнестрельного оружия не имеется. По некоторым данным, к 1763 году население деревни разъехалось.
По данным ревизской сказки IV ревизии 25 апреля 1782 года в д. Зюзино, в которую поселились после минувшей 1763 года ревизии из разных деревень крестьяне проживало 89 человек (47 душ мужского пола, 42 души женского пола).
Список глав семей в 1782 году:
- Кондратий Иванов сын Меншиков, 23 года, из д. Ковалевой
- Афанасий Михайлов сын Костарев, 40 лет, из д. Ковалевой
- Ефрем Зюзин, 51 год, из д. Ковалевой
- Агафон Зюзин, 57 лет, из д. Ковалевой
- Яков Максимов сын Миронов, 65 лет, из д. Ковалевой
- Роман Федоров сын Подкорытов, 65 лет, из д. Ковалевой
- Антон Ильин сын Рожин, 22 года, из д. Ковалевой
- Иван Дмитриев сын Рожин, 37 лет, из д. Ковалевой
- Андрей Мосеев (Мосин), 37 лет, из д. Пушкаревой
- Тимофей Андреев, 37 лет, посельщик российский

Во время V ревизии (июнь 1795 года), деревня относилась к Боровской волости, а во время VI ревизии (март 1812 года) — к Иковской волости.
В июне 1918 года установлена белогвардейская власть.
16 августа 1919 года отступавший белый 4-й Сибирский казачий полк, вместе со штабом 2-й Сибирской казачьей дивизии переправился через Тобол у с. Иковского и расположился в деревнях Кустовая и Чунеево. Штаб казачьей дивизии остановился в д. Зюзино. К исходу 22 августа 1919 года, весь красный 269-й Богоявленско-Архангельский полк переправившись через Тобол у дд. Корюкина и Бочанцево окопался в полутора верстах от берега, прикрывая обе переправы. Оборонявшиеся здесь две сотни белого 6-го Исетско-Ставропольского казачьего полка и белый Легкий стрелковый батальон, попытались безуспешно контратаковать из д. Глубокая. С 24 августа 1919 года началось общее отступление белых войск 2-й армии генерала Н. А. Лохвицкого, по всему фронту.
1 сентября 1919 года началась последняя крупная наступательная операция Русской Армии адмирала А. В. Колчака. Красный 235-й Невельский полк, встретил утро 29 сентября 1919 года находясь на позиции восточнее и северо-восточнее д. Носково. В полдень, снявшись с позиции, полк отошел одним батальоном в д. Акатьево, а двумя другими батальонами в д. Зюзино, где прикрывал отход 1-й Особой и 3-й Крестьянской батарей. Белые при поддержке артиллерии, начали наступать на д. Акатьево по дорогам из дд. Нюхалово (ныне Заозерная) и Носково. Оставив свои позиции у д. Акатьево и д. Зюзино, красноармейцы с боем отошли к мосту через Тобол у д. Меньшиково (ныне Нижнетобольное). Оставив одну роту с пулеметом на восточном берегу для прикрытия моста, весь остальной полк отошел за реку и занял позицию у д. Козьмина. Переправившиеся с ним 1-я Особая и 3-я Крестьянская батареи остановились в д. Мал. Заполой. Штаб комбрига Г. Д. Хаханьяна, вместе с ротой связи (22 сабли, 59 человек), расположился в д. Большой Ачикуль.
13 октября 1919 года в штаб красной 27-й дивизии пришел приказ командарма о наступлении. В ночь на 14 октября 1919 года, они перешли в наступление по всему фронту. Заняв с боем деревни Исток и Слободчикова, красный 237-й Минский полк двинулся на д. Ковалева, при взятии которой был ранен красный комвзвода Меньщиков Алексей Клементьевич, уроженец соседней д. Менщиково (ныне Нижнетобольное). Попытка продвинуться дальше на д. Зюзино, красным не удалась. Деревня расположена на увале, западнее которого, до самого Тобола тянулась открытая болотистая местность. Это не позволило красноармейцам, даже приблизиться на расстояние атаки. Встреченные огнем с большого расстояния, они остановились в 2-3 километрах, не доходя до д. Зюзино, где стали вести перестрелку с засевшими в ней белыми. 15 октября с рассветом красная 1-я Особая батарея и стоявшие у д. Козьмино два орудия 3-й Крестьянской батареи открыли огонь по д. Зюзино и белым окопам на возвышенности западнее деревни. Утром 15 октября белые перешли в наступление и заняли д. Бузан. На д. Бузан были срочно направлены по одному батальону от 236-го Оршанского и 237-го Минского полков, которые должны были ударить по деревне с двух сторон. Батальон красного 237-го Минского полка, наступая на д. Бузан рассеял белый кавэскадрон и занял деревню, а батальон 236-го Оршанского полка занял лежащую по соседству д. Лихачевка. Днем, главные силы 237-го Минского полка начали наступать на д. Зюзино. При этом белая пехота и конница, все время пытались обойти наступавший 237-й Минский полк, то справа то слева. Неся большие потери, красноармейцы не смогли продвинуться вперед. Начдив Петров направил на с. Боровское из д. Акатьево резервный белый 14-й Уфимский полк с 3 орудиями 3-й Самарской батареи. Он должен был ударить в тыл красным на д. Глубокая. Обнаружив этот манёвр, командир красного 235-го Невельского полка Крейсберг, направил 4 своих роты из д. Боровское на д. Глубокая, что бы обеспечить свой тыл. После боя, белый 14-й Уфимский полк в беспорядке отошел на д. Зюзино, потеряв убитыми 3 офицеров, в том числе капитана Зайцева, а также 7 офицеров раненными. Одержав эту победу, Крейцберг сосредоточил основные силы 235-го Невельского полка в д. Глубокое, откуда стал развивать наступление на д. Зюзино. Красные 235-й Невельский и 237-й Минский полки на ночь были оттянуты из-под д. Зюзино, так и не взяв последнюю, для приведения себя в порядок. 16 октября весь 237-й Минский полк продолжил атаковать д. Зюзино, наступая на неё с запада и юга. Одновременно, прибывший на помощь красный батальон 235-го Невельского полка наступал на д. Зюзино с боем со стороны д. Глубокая. Ему удалось ворваться в деревню, но так как 237-й Минский полк из-за болотистой местности задержался и не мог оказать содействие, то батальон красноармейцев был выбит из д. Зюзино и вёл бой в полуверсте от деревни. К вечеру, при поддержке огня красной 1-й Особой батареи, стоявшей на позиции у д. Козьмина, цепям красноармейцев удалось под огнем, переправился через протекавшую у деревни речку и ворваться в Зюзино. В этом бою погиб 30-летний зюзинский крестьянин Федот Кузьмич Рожин. Ночью 17 октября 1919 года на участке 1-й бригады Хаханьяна красной 27-й дивизии белый 18-й Оренбургский казачий полк попытался атаковать д. Зюзино, но был отбит красноармейцами 237-го Минского полка. Утром пять рот 237-го Минского полка, при поддержке огня 1-й Особой батареи, перешедшей от д. Козьмино на новую позицию к д. Глубокая стали наступать на д. Крутиха. Здесь оборонялся белый 13-й Уфимский полк с легкой 3 орудийной батареей. Белые были выбиты и оставили деревню, потеряв 2 пленных солдат. Одновременно, другая часть 237-го Минского полка, при поддержке батальона 235-го Невельского полка, наступала из д. Зюзино на восток, на д. Акатьево.
В 1919 году образован Зюзинский сельсовет.
После упразднения волостей постановлением ВЦИК от 3 ноября и 12 ноября 1923 года село вошло в Белозерский район, с 1 февраля 1963 года — в Варгашинском сельском районе, с 3 марта 1964 года — в Кетовском сельском районе. Указом Президиума Верховного Совета РСФСР от 12 января 1965 года образован Белозерский район.
Указом Президиума Верховного Совета РСФСР от 14 июня 1954 года Зюзинский сельсовет объединён с Лихачевским и Слободчиковским сельсоветами в Слободчиковский сельсовет.
Решением Курганского облисполкома от 22 декабря 1972 года Слободчиковский сельсовет переименован в Зюзинский сельсовет.
В годы советской власти жители села работали в колхозе «Искра».
Законом Курганской области от 30 мая 2018 года N 49 Зюзинский сельсовет объединён с Боровским сельсоветом в один Боровской сельсовет.

## Церковь
Деревня относилась к приходу Пророко-Ильинской церкви села Каратчинского (Борового).

### Часовня
В середине XIX века в д. Зюзиной построена деревянная часовня в честь Преображения Господня.
По указу Тобольской Духовной Консистории от 14 июля 1883 г. была построена новая часовня в честь того же праздника. Богослужения в ней отправлялись в праздник Преображения Господня, во время святой Пасхи и во время крестных ходов по полям .

### Проект церкви
Во время сельского схода 30 июня 2016 года жители села поддержали строительство нового каменного храма Преображения Господня в селе Зюзине.

## Сельское хозяйство
Крупнейшее предприятие: агрофирма «Харвест», производитель овощной продукции.